# Liang Bua
Liang Bua ("koele grot") is de naam van een kalksteengrot op het Indonesische eiland Flores, waar in 2003 de eerste fossielen van Homo floresiensis werden ontdekt.
De grot ligt 14 kilometer ten noorden van Ruteng en 25 kilometer van de noordkust van het eiland, op ongeveer 500 meter boven de zeespiegel, op een heuvel rond 30 meter boven de rivier de Wae Racang. Ze is bijna 30 m breed, 25 m hoog en tot 40 m diep. De grot ontstond rond 600.000 jaar geleden door karstvorming tijdens het Mioceen. Haar noordelijke uiteinde werd rond 190.000 jaar geleden door erosiewerking van de toen hoger gelegen rivier geopend, waarna in de loop van millennia tot elf meter dikke lagen sediment inspoelden. De onderste lagen zijn conglomeraten van ronde stenen, aantoonbaar door de rivier afgezet. De bovenliggende sedimenten bevatten meest klei, maar ook kalksinter en vulkanische as, die bruikbaar zijn voor het dateren van fossielen.

## Opgravingen
De eerste opgravingen in Liang Bua werden in 1965 door de katholieke priester en archeoloog Theodoor Verhoeven uitgevoerd. Verhoeven had de grot al in 1950 bezocht, toen deze nog als basisschool werd gebruikt. Toen hij in 1965 met opgravingen begon, vond hij menselijke graven van recente tijd en fossielen van de in Flores endemische rat Paulamys, evenals een verzameling stenen werktuigen. Zijn toenmalige ontdekkingen werden echter niet gepubliceerd. Verdere opgravingen vonden plaats in 1978, 1981, 1982, 1985, 1987 en 1989, onder leiding van de Indonesische archeoloog R. P. Soejono, die Verhoeven in 1973 in een brief over zijn opgravingen had gemeld. Soejonos legde verdere neolithische graven vrij, en behaalde een diepte tot 4,20 meter, overeenkomend met een leeftijd van de laag van 10.000 jaar BP.

### Floresmens
In 2001 werd het onderzoek hervat door een Australisch-Indonesisch team rond Mike Morwood (University of New England, Australië) en Thomas Sutikna (Indonesisch Centrum voor Archeologie, Jakarta). Het doel van deze hernieuwde opgraving was om bewijzen te vinden voor een vroege bewoning van het eiland Flores door vertegenwoordigers van het geslacht Homo (naar men verwachtte Homo erectus), wiens aanwezigheid op het eiland al door 840.000 jaar oude stenen werktuigen was aangetoond.
Naast Homo floresiensis werden in de grot talrijke overblijfselen van een ongewoon kleine stegodon (Stegodon florensis insularis) evenals Komodovaranen gevonden, waarschijnlijk door activiteiten van Homo floresiensis. Uit verschillende gevonden horizonten, waarvan de oudste minstens 95.000 jaar oud is, kwamen tal van stenen gereedschappen aan het licht. Samen met 7.000 tot 3000 jaar oude beenderen van nutsdieren en andere jonger gedateerde vondsten tonen deze een bewoninggeschiedenis tot in de 20e eeuw.
Bovendien werd de aanwezigheid van verschillende haardplaatsen aangetoond, daterend tussen 41.000 en 24.000 jaar BP.